# Принц Петро Чорногорський
Петро Негош-Петрович (10 жовтня 1889 — 7 травня 1932) — Принц Чорногорський, Великий Герцог Захум'я. Був особливо відомим за свою військову діяльність. Останній Великий Герцог Захум'я в історії.

## Молоді роки
Князь Петро був молодшим сином Ніколи I і його дружини Мілени Вукотич. Народився в Цетинє.  Він був хрещений 19 січня 1890 року в Рієці, його хрещеними були імператор Олександр III та герцогиня Единбурзька.  Отримав освіту в військовій академії в Гейдельберзі. З самого дитинства займався атлетикою, бойовими мистецтвами та математичними науками.
Принц Петро, служив  у Сухопутних військах Чорногорії. Починав як простий солдат, проте швидко просувався по службі, не тільки через своє походження, але завдяки своїм талантам. Ставши одним із головнокомандувачів чорногорською армією. Брав активну участь у Першій Балканській війні. Символічно почав битву чорногорського війська із турецькими прикордонними військами. 
Бувши наймолодшим сином короля, майже не мав шансів успадкувати чорногорський престол, але Петро розглядався як один з кандидатів на престол Албанії після того, як країна здобула незалежність від Османської імперії в 1912 році. Однак з цього нічого не вийшло і зрештою трон посів німецький князь Вільгельм.

## Роки Першої Світової війни
Принц Петро брав участь у декількох важливих битвах. Захищаючи берегову лінію. Наприкінці серпня 1914 року, в перший місяць війни, князь Петро керував захистом Ловчена від австрійців. За допомогою англо-французького військово-морського флоту він зумів провести успішну контратаку, і його армії вдалося захопити багато австрійських солдатів і артилерії. До березня 1915 р. його армія просунулась вглиб австрійської території на 48 кілометрів.

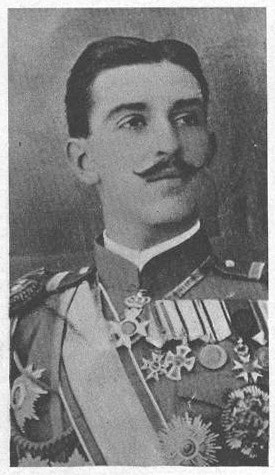
Принц Петро

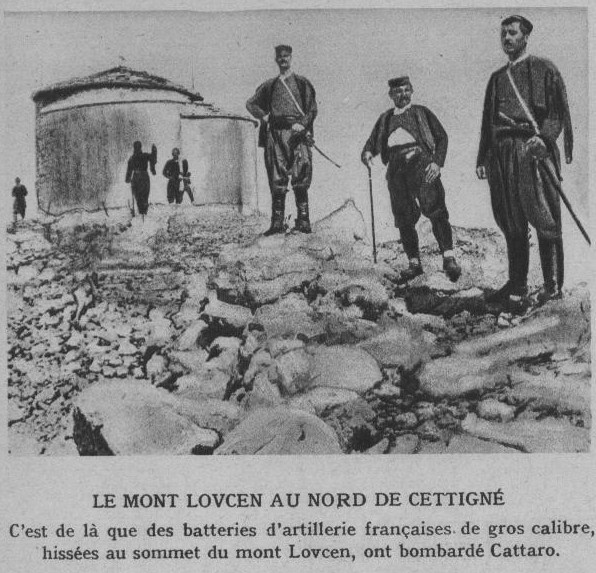
Ловченська висота

У березні 1915 року, захищав Сутоморє. Завадивши наступу австрійців на адріатичному узбережжі.
У травні 1915 року брав участь у зустрічі в Будві із австрійцями, де представляв позицію свого батька. Після війни він візнавав факт переговорів про припинення бомбардування австрійськими літаками чорногорських міст вобмін на забезпечення австрійських солдатів сербським традиційним взуттям, що підходило для ведення бойових дій у гористій місцевості та на здачу Шкодера та Ловчена.
Після здачі  Петром Ловчена у 1916 році війна обернулася проти Чорногорії на користь переважаючих сил австрійців. У січні того ж року разом з батьками  Петро покинув Чорногорію, переїхавши спочатку до Риму, а потім до Франції, де вони приєдналися до іншої частини королівської сім'ї.

## Повоєнні роки
Восени 1918 року, перебуваючи у Франції, Петро зустрів одружену жінку Віолетту Брюне, чий чоловік перебував на службі його батька, короля Ніколи I. Закохавшись і бажаючи шлюбу, князь Петро написав своєму батькові із проханням влаштувати їхнє одруження. Коли батько відмовився, Петро вдався до шантажу, погрожуючи батькові оприлюднити подробиці здачі Ловчену. У будь-якому разі батько Петра помер у 1921 році. Після закінчення Першої світової війни князь Петро та Чорногорська королівська сім'я були вислані у вигнання з відмовою у можливості повернення на батьківщину, коли збори в Подгориці прийняли рішення про входження Чорногорії у склад Королівства Сербів, Хорватів і Словенців.
Після смерті чоловіка Віолетти Брюне принц Петро зробив їй пропозицію руки і серця. Водночас принц подав позив з вимогою відшкодувати конфіскованого новим урядом майна королівської родини на суму 6 мільйонів доларів. Після переговорів з урядом дав згоду на зменшення суми до 2 мільйонів, проте навіть за цією угодою не отримав нічого. Принц Петро не поспішав із весіллям, адже, на думку матері нареченої, шлюб з простолюдинкою міг зашкодити правам престолонаступництва та поточній судовій справі. Проте, розуміючи безперспективність таких надій, він одружився з Віолеттою Брюне у Парижі 29 квітня 1924 року. Після весілля дружина стала іменуватись Її Королівська Величність Віолетта Любіца Чорногорська.
Восени 1924 року у шлюбі народилась дитина, проте вона загинула невдовзі після народження. Це істотно підірвало моральний стан пари. В 1930 році Петро і Віолетта переїхали в італійське курортне місто Мерано, через стан здоров'я Петра.
У 1932 році князь Петро помер в Мерано у віці 42-х років.

## Титули
- 10 жовтня 1889—1910: Його Величність Принц Петро Негош-Петрович Чорногорський, Великий Герцог Захум'я.
- 1910 — 7 травня 1932: Його Королівська Величність Принц Петро Негош-Петрович Чорногорський, Великий Герцог Захум'я.